# 庫班橋頭堡
库班桥头堡是德军於1943年1-10月间在俄罗斯塔曼半岛設立的一處阵地。德军在被赶出高加索地区后，部分部队在塔曼半岛建立了库班桥头堡。德军计划将这个地区作为重新攻打高加索油田的集结地。库班桥头堡曾屡次遭蘇聯红军大规模进攻，但苏军多次進攻卻未能攻佔。在蘇聯红军突破黑豹—沃坦防线后，德军放弃库班桥头堡，撤到克里米亚。